# أوسكار زوبيا
أوسكار زوبيا (بالإسبانية: Oscar Zubía)‏ مواليد 8 فبراير 1946 في مونتفيدو، هو لاعب كرة قدم أوروغوياني سابق كان يلعب كمهاجم. سبق له أن لعب في كأس العالم لكرة القدم مع منتخب بلاده.

## المسيرة الاحترافية

### أندية لعب لها
- ريفر بليت (الأوروغواي)
- بنيارول
- إل. دي. يو. كيتو

## روابط خارجية
- أوسكار زوبيا على موقع الاتحاد الدولي (مؤرشف)  (الإنجليزية)
- أوسكار زوبيا على موقع قاعدة بيانات كرة القدم.إي يو (الإنجليزية)
- أوسكار زوبيا على موقع ناشيونال فوتبول تيمز (الإنجليزية)
- أوسكار زوبيا على موقع Soccerway.com (الإنجليزية)
- أوسكار زوبيا على موقع عالم كرة القدم.نت (الإنجليزية)